# 溫特斯巴赫河
49°51′41.14″N 9°18′30.59″E / 49.8614278°N 9.3084972°E

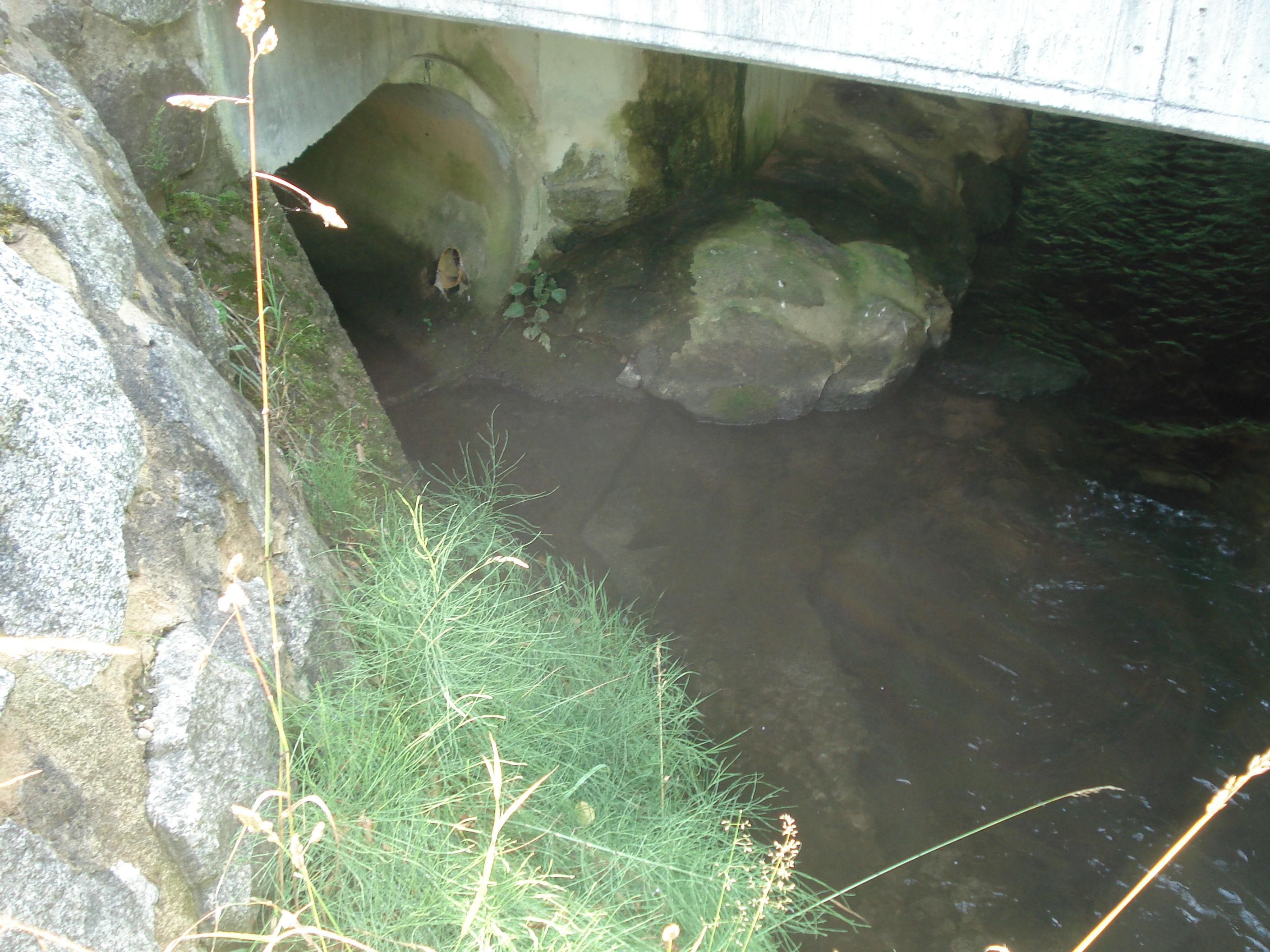
溫特斯巴赫河

溫特斯巴赫河（德語：Wintersbach），是德國的河流，位於該國東南部，由巴伐利亞負責管轄，屬於達姆巴赫河的右支流，河道全長1.6公里，流域面積2.9平方公里。